# Dianthus lactiflorus
Dianthus lactiflorus är en nejlikväxtart som beskrevs av Edward Fenzl. Dianthus lactiflorus ingår i släktet nejlikor, och familjen nejlikväxter. Inga underarter finns listade i Catalogue of Life.